# Brachypelma baumgarteni
Tarentule orange du Mexique
Espèce
Statut CITES
Brachypelma baumgarteni, la Tarentule orange du Mexique, est une espèce de tarentules endémique de la côte pacifique de Michoacán, au Mexique.

## Description
Brachypelma baumgarteni ressemble à B. klaasi mais avec des patella plus rougeâtres.

## Taxonomie
On a longtemps pensé que B. baumgarteni était un hybride captif de B. smithi croisé avec B. boehmei, car pendant longtemps aucun spécimen n'avait été signalé avec succès élevé en captivité. Selon les analyses génétiques, son parent le plus proche est B. boehmei.

## Distribution
Cette tarentule est endémique de la côte pacifique de Michoacán, au Mexique. Sa distribution est bornée à l'ouest par le Río Balsas; la frontière nord est formée par la Sierra Madre del Sur. Cette tarentule a une préférence pour la forêt tropicale.

## Conservation
En 1985, Brachypelma smithi (alors non distingué de B. hamorii) a été inscrit à l'Annexe II de la CITES, et en 1994, toutes les espèces restantes de Brachypelma ont été ajoutées, limitant ainsi le commerce international. Néanmoins, un grand nombre de tarentules capturées dans la nature continuent d'être sorties clandestinement du Mexique, y compris des espèces de Brachypelma.

## Systématique
Le nom valide complet (avec auteur) de ce taxon est Brachypelma baumgarteni Smith (d), 1993.
Ce taxon porte en français les noms vernaculaires ou normalisés suivants : Tarantula orange du Mexique,,, Tarantule orange du Mexique.

## Publication originale
- (en) A. Smith, « A New Mygalomorph Spider From Mexico (Brachypelma, Theraphosidae, Arachnida) Brachypelma baumgarteni n. sp. », British Tarantula Society Journal, vol. 8, no 4,‎ 1993, p. 14–19